# Nicola Brandt
Nicola Brandt (geboren 1983 in Windhoek, Südwestafrika) ist eine namibische Fotografin und Videokünstlerin. Sie wurde bekannt als Vertreterin einer jungen Generation namibischer Kunstschaffender, insbesondere durch ihre Auseinandersetzung mit der deutschen Kolonialgeschichte (Deutsch-Südwestafrika) und ihre Erinnerungsarbeit in der namibischen Landschaft.

## Leben
Nicola Brandt wurde in einer deutschstämmigen Familie im damaligen Südwestafrika geboren. Sie machte ihren Bachelor of Arts an der John Cabot University in Rom. Danach studierte sie Kunstgeschichte am St. Catherine’s College der University of Oxford und schloss 2008 mit einem Master ab. Sie besuchte auch die Ruskin School of Art in Oxford. Im März 2015 wurde sie in Oxford promoviert mit der Dissertation „Emerging landscapes: memory, trauma and its afterimage in post-apartheid Namibia and South Africa“.

## Künstlerisches Werk

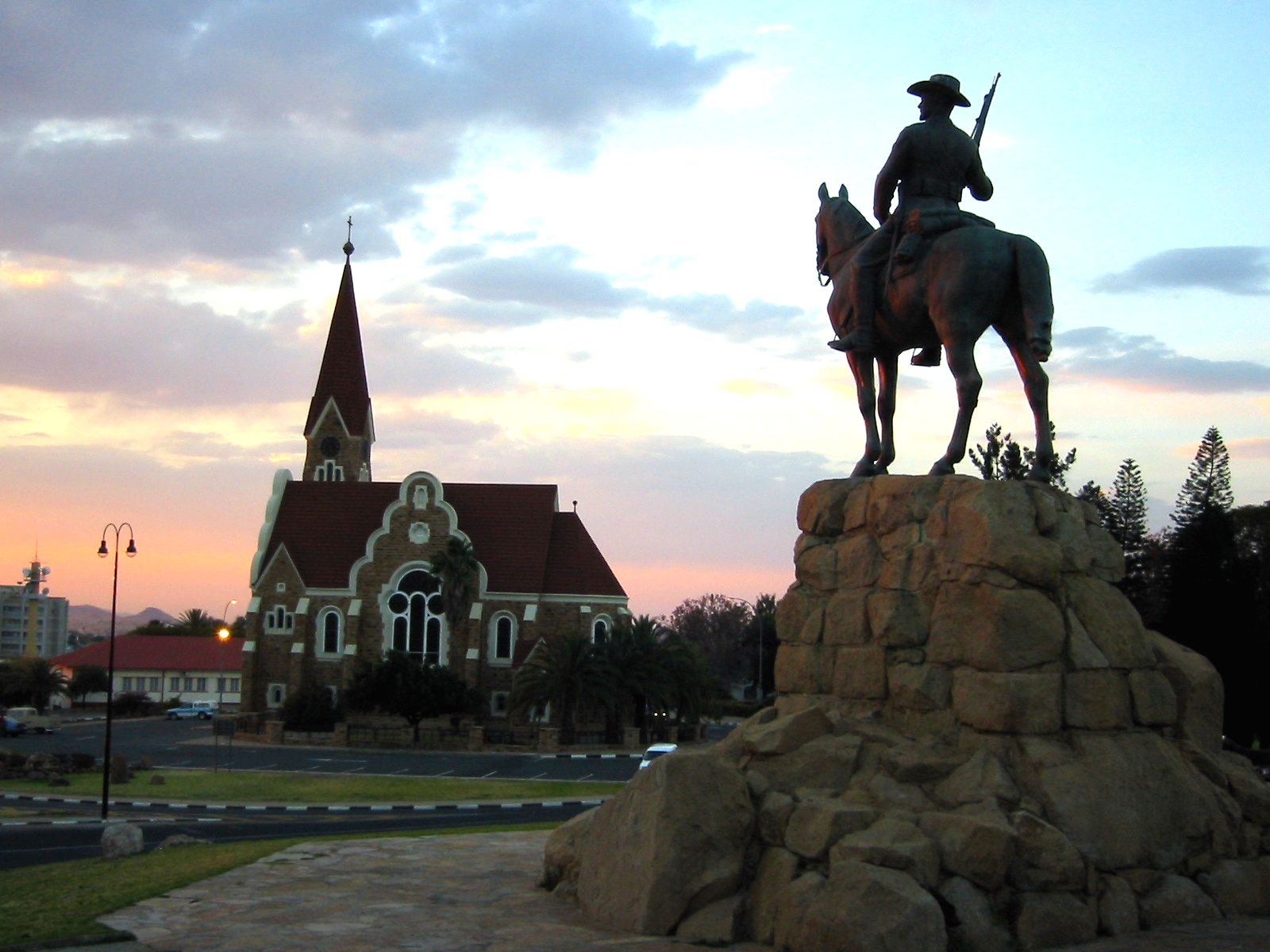
Die lutherische Kirche und das Reiterdenkmal an ihrem ersten Standort (1912–2009)

Brandt beschäftigte sich mit der Kolonialgeschichte Deutsch-Südwestafrikas, insbesondere mit dem Massaker an den Herero und Nama, das von 1904 bis 1908 von den Truppen des Generals Lothar von Trotha verübt wurde und als erster Völkermord des 20. Jahrhunderts gilt. Zu diesem Projekt wurde sie durch die Demontage des Reiterdenkmals inspiriert, einer Reiterstatue, die zum Ruhm der deutschen Kolonialherrschaft auf einem imposanten Sockel in Windhoek stand. Das Denkmal wurde zunächst im Jahr 2009 von seiner zentralen Stelle verlegt und schließlich 2013 in den Innenhof der Alten Feste gestellt. 
Brandt stellte fest, dass es in der namibischen Landschaft keine Markierungen oder Gedenkstätten an den Orten gibt, an denen die Gräueltaten begangen wurden. Im Laufe ihrer Recherchen stellte sie außerdem fest, dass nur wenige Menschen diese schreckliche Geschichte kennen. Daraufhin produzierte sie 2014 die Fotoserie The Earth Inside und das Video Indifference, das auf der Biennale von Venedig 2015 gezeigt wurde. Auf den Fotos ist jeweils eine Herero-Frau in traditioneller Kleidung von hinten inmitten einer verlassenen Landschaft zu sehen.

## Auszeichnungen und Preise
- 2010–2014: Hugh Pilkington Scholarship, Christ Church, University of Oxford
- 2014: Besondere Erwähnung der Jury bei den Namibian Film and Theatre Awards: Indifference
- 2016: IFA (Institut für Auslandsbeziehungen), Wellcome Trust: Participant in Seed Award in Humanities and Social Science
- 2017–2018: Gerda Henkel Foundation Fellowship
- 2019: Best Exhibition 2019: The Artists Association, Oslo
- 2020–2021: Kowitz Foundation Grant to produce „Conversations Across Place“

## Ausstellungen
- 2011: Fuori Campo, Galleria Fuori Campo, Piazza del Campo, Siena, Italien
- 2011: Wlotzkasbaken, International Photography Festival, Galleria Edieuropa, Rom, Italien
- 2012: Namibia: Definitions of Space, London Festival of Architecture 2012,  Ambika P3, University of Westminster, London
- 2012: In Site: Art as a Mode of Enquiry, Ashmolean Museum, Oxford
- 2014: The Earth Inside, National Art Gallery of Namibia, Windhoek
- 2015: Land Matters in Art, Deutsche Gesellschaft für Internationale Zusammenarbeit (GIZ) und Namibian Ministry of Land Reform, St. Johannes-Evangelist-Kirche, Berlin-Mitte
- 2015: mit Christoph Schlingensief, Unrecounted: Historical Amnesia in Germany and Namibia, Filmgalerie 451 und National Art Gallery of Namibia, Conservatorio Benedetto Marcello, Palazzo Pisani, Venedig[6]
- 2015: Re-presenting Photography in Namibia, Annual Visual Art Museum Programme (AVAMP), Windhoek
- 2016: Kunst einer Jungen Generation, Museum Würth, Künzelsau, Deutschland
- 2016: Mo(ve)ments: African Digital Subjectivities, Yale School of Art, Yale University, New Haven
- 2016: AKAA – Also Known As Africa, Guns & Rain Gallery, Carreau du Temple, Paris
- 2017: Another Antipodes: Urban Axis, PS Art Space, Fremantle, Australien
- 2017: AKAA – Also Known As Africa, Guns & Rain Gallery, Carreau du Temple, Paris
- 2018: Tomorrow's Today, Guns & Rain Gallery / Investec Cape Town Art Fair, Südafrika
- 2018: Namibia. The Art of a Young Generation, Museum Würth Erstein, Elsass, Frankreich
- 2018–2019: Ovizire ∙ Somgu: From Where Do We Speak?, MARKK Museum & M. Bassy, Hamburg
- 2019: The Burden of Memory: Considering German Colonial History in Africa, Goethe-Institut, Yaoundé, Kamerun,
- 2019: Hannah Ryggen Triennial: Faig Ahmed, Alighiero e Boetti, Nicola Brandt, Alexandra Kehayoglou, Lise Bjørne Linnert, Ahmed Umar + Hannah Ryggen, Nordenfjeldske Kunstindustrimuseum, Trondheim, Norwegen
- 2020: Landscapes, National Art Gallery of Namibia, Windhoek
- 2021: Territories under my skin, Changing Room, Berlin
- 2022: Freiburg und Kolonialismus: Gestern? Heute!, Städtische Museen Freiburg
- 2022: Good Neighbours, Nirox Foundation, Südafrika

## Veröffentlichungen
- Performance, Space and Time. In: Simon Njambi, Sean O’Toole (Hrsg.): The Journey. New positions in African photography. Kerber Verlag, Bielefeld / Berlin 2019, ISBN 978-3-7356-0682-2, S. 290–303.
- Landscapes between then and now. Recent histories in Southern African photography, performance and video art. Routledge, Abingdon / Oxon 2020, ISBN 978-1-00-310359-2.
- Mit Frances Whorrall-Campbell (Hrsg.): Reckoning with an entangled world. The Greenbox Kunst Editionen, Berlin 2021, ISBN 978-3-96216-007-4.
- Frances Whorrall-Campbell, Shruti Belliappa (Hrsg.): Conversations across place. Vol. 1. Reckoning with an entangled world. The Green Box, Berlin 2021, ISBN 978-3-96216-007-4.